# Communauté de communes Saint-Cyr Mère Boitier entre Charolais et Mâconnais
Die Communauté de communes Saint-Cyr Mère Boitier entre Charolais et Mâconnais ist ein französischer Gemeindeverband mit der Rechtsform einer Communauté de communes im Département Saône-et-Loire in der Region Bourgogne-Franche-Comté. Sie wurde am 15. Dezember 2016 gegründet und umfasst aktuell 16 Gemeinden. Der Verwaltungssitz befindet sich im Ort Trambly.

## Historische Entwicklung
Der Gemeindeverband entstand mit Wirkung vom 1. Januar 2017 durch die Fusion der Vorgängerorganisationen
- Communauté de communes du Mâconnais Charolais und
- Communauté de communes de Matour et sa région.[3]

Mit Wirkung vom 1. Januar 2019 gingen die ehemaligen Gemeinden Clermain, Brandon und Montagny-sur-Grosne in die Commune nouvelle Navour-sur-Grosne auf. Dadurch verringerte sich die Anzahl der Mitgliedsgemeinden auf 16.

## Mitgliedsgemeinden
| Gemeinde                                                                   | Einwohner 1. Januar 2022 | Fläche km² | Dichte Einw./km² | Code INSEE | Postleitzahl |
| -------------------------------------------------------------------------- | ------------------------ | ---------- | ---------------- | ---------- | ------------ |
| Bourgvilain                                                                | 360                      | 11,81      | 30               | 71050      | 71520        |
| Dompierre-les-Ormes                                                        | 883                      | 30,23      | 29               | 71178      | 71520        |
| Germolles-sur-Grosne                                                       | 130                      | 7,23       | 18               | 71217      | 71520        |
| La Chapelle-du-Mont-de-France                                              | 190                      | 9,11       | 21               | 71091      | 71520        |
| Matour                                                                     | 1.159                    | 27,99      | 41               | 71289      | 71520        |
| Montmelard                                                                 | 356                      | 22,35      | 16               | 71316      | 71520        |
| Navour-sur-Grosne                                                          | 658                      | 22,76      | 29               | 71134      | 71520        |
| Pierreclos                                                                 | 851                      | 12,41      | 69               | 71350      | 71960        |
| Saint-Léger-sous-la-Bussière                                               | 287                      | 8,64       | 33               | 71441      | 71520        |
| Saint-Pierre-le-Vieux                                                      | 378                      | 15,79      | 24               | 71469      | 71520        |
| Saint-Point                                                                | 362                      | 14,24      | 25               | 71470      | 71520        |
| Serrières                                                                  | 290                      | 9,84       | 29               | 71518      | 71960        |
| Tramayes                                                                   | 1.067                    | 18,60      | 57               | 71545      | 71520        |
| Trambly                                                                    | 398                      | 12,08      | 33               | 71546      | 71520        |
| Trivy                                                                      | 259                      | 11,64      | 22               | 71547      | 71520        |
| Verosvres                                                                  | 430                      | 22,96      | 19               | 71571      | 71220        |
| Communauté de communes Saint-Cyr Mère Boitier entre Charolais et Mâconnais | 8.058                    | 257,68     | 31               | –          | –            |